# James Haydon
James Haydon (Amersham, 2 de noviembre de 1973) es un expiloto de motociclismo de velocidad británico, que compitió regularmente en el Campeonato Mundial de Motociclismo desde 1992 hasta 2004.

## Carrera
Su debut en el Mundial sería en 1992 con  una wild card para el Gran Premio de Gran Bretaña de 250cc. No sería hasta 1995 cuando competiría la temporada completa del Mundial de 250cc con la Harris Yamaha 500 del equipo Harris Grand Prix, acabando en la 24.ª posición de la general. En 1996, conseguiría su mejor posición en una carrera al acabar noveno en el Gran Premio de Francia de 500cc.
A partir de 1997 y hasta 2003, prueba suerte en el Campeonato Mundial de Superbikes. En 2004, hace una nueva incursión en el Mundial de motociclismo disputando tres Grandes Premios con la Proton KR5 del Proton Team KR en MotoGP.

## Campeonato Mundial de Motociclismo

### Carreras por temporada
Sistema de puntuación desde 1993:
| Posición | 1  | 2  | 3  | 4  | 5  | 6  | 7 | 8 | 9 | 10 | 11 | 12 | 13 | 14 | 15 |
| Puntos   | 25 | 20 | 16 | 13 | 11 | 10 | 9 | 8 | 7 | 6  | 5  | 4  | 3  | 2  | 1  |